# CSS Pamlico
El CSS Pamlico fue un buque de los confederados en la Guerra de Secesión.

## Historia
El CSS Pamlico, un barco de vapor de ruedas laterales adquirido en Nueva Orleans, Luisiana, el 10 de julio de 1861, se puso en servicio el 2 de septiembre con el teniente W. G. Dozier, CSN, al mando. Operó en las cercanías de Nueva Orleans, chocando sin éxito con los buques del escuadrón de bloqueo federal el 4 y 7 de diciembre de 1861, y el 25 de marzo y el 4 de abril de 1862. El Pamlico fue quemado por sus oficiales en el lago Pontchartrain, Luisiana, cuando cayó Nueva Orleans. a la Unión.
- Datos: Q111334425